# Pigou-effect
Het Pigou-effect is een economische term om het verschijnsel aan te duiden van de waardestijging van door huishoudens aangehouden geldvermogen. Als het algemene prijsniveau daalt (een deflationaire trend), stijgt de waarde van het door huishoudens aangehouden geld relatief sterk. Op dat ogenblik stijgt het vrij besteedbaar inkomen van de huishoudens, en zal de vraag naar goederen en diensten stijgen. Daardoor zal de totale vraag aantrekken. De naam komt van de econoom Arthur Cecil Pigou die dit verschijnsel in 1943 voor het eerst omschreef.